# Guy Môquet

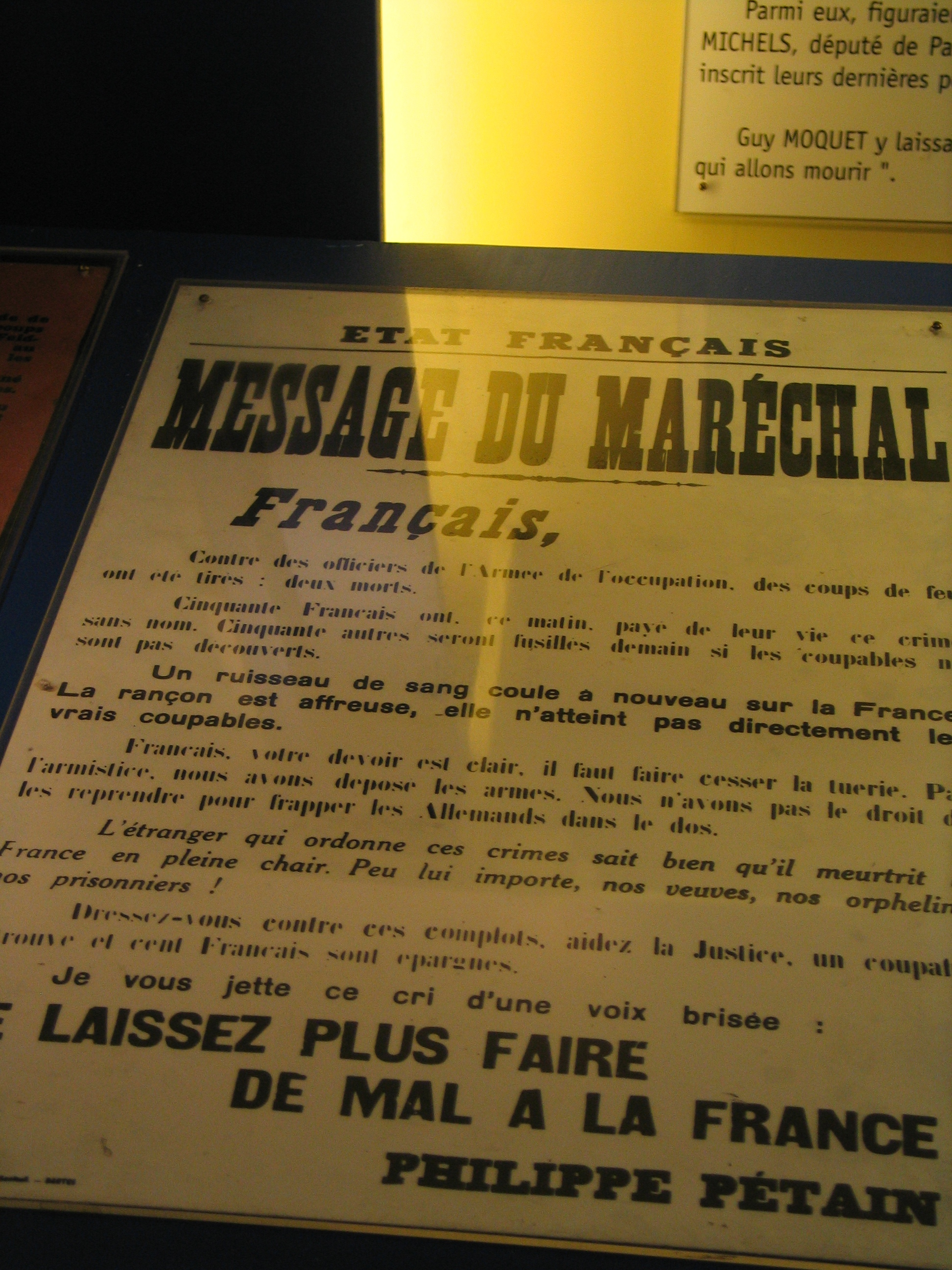
Pétains aankondiging van de executie

Guy Môquet (Parijs, 26 april 1924 - Châteaubriant, 22 oktober 1941) was een Frans communistisch verzetsstrijder in de Tweede Wereldoorlog.
Guy Môquet maakte deel uit van een groep van vijftig leden van de Résistance die in oktober 1941 werd gefusilleerd in het zuidelijk deel van Frankrijk dat niet door de Duitsers was bezet. Ze waren veroordeeld als represaille voor de moord op een Duits officier. Hun dood geldt als een voorbeeld van de collaboratie door het bewind van Maarschalk Pétain. 
Guy Môquet schreef aan de vooravond van zijn executie een afscheidsbrief aan zijn familie en vrienden. In mei 2007 wilde de juist aangetreden president Nicolas Sarkozy deze brief op alle scholen laten voorlezen. Hij noemde Guy een voorbeeld voor de jeugd van nu, voorbeeld van opoffering voor het vaderland. Hij stelde voor de brief toe te voegen aan de verplichte lesstof. Dit alles leidde tot woede van de Franse leerkrachten, die dit zagen als inmenging in de autonomie van het onderwijs.

## Trivia
- In Parijs is een metrostation genoemd naar Guy Môquet.